# Tripterophycis
Tripterophycis is een geslacht van straalvinnige vissen uit de familie van diepzeekabeljauwen (Moridae).

## Soorten
- Tripterophycis gilchristi Boulenger, 1902.
- Tripterophycis svetovidovi (Trunov, 1992).